# Estadio Paung Laung
El Estadio Paung Laung es el nombre que recibe un estadio multipropósito usada principalmente para la práctica del fútbol en Pyinmana, un sector de la ciudad de Naipyidó (Naypyidaw) que desde el año 2005 funciona como la capital de Myanmar (Birmania). Tiene una capacidad para recibir hasta 15.000 espectadores y es el estadio sede habitual del equipo local Nay Pyi Taw FC.